# Lăpoșel
Lăpoșel – wieś w Rumunii, w okręgu Prahova, w gminie Lapoș. W 2011 roku liczyła 370 mieszkańców.